# Puppigerus
Puppigerus (лат.) — род вымерших морских черепах. Известен по находкам в Соединенных Штатах, Великобритании, Бельгии, Дании и Узбекистане.

## Таксономия
Puppigerus был описан Эдвардом Дринкером Копом в 1870 году. С 1997 года P. camperi и P. crassicostata считались двумя действительными видами. После P. camperi считалась единственным видом рода до открытия в 2005 году P. nessovi из Узбекистана.

## Описание
Судя по окаменелостям, Puppigerus достигали около 90 см в длину и весили примерно в 9–14 кг. Хотя морские черепахи, такие как Puppigerus, впервые появились в меловом периоде, некоторые черты этого рода больше напоминают современных представителей семейства: их огромные глаза направлены в стороны, а не вверх, как у более примитивных морских черепах, а их панцирь была полностью окостеневшим. Это были травоядные животные, кормившиеся морскими растениями и одними из наиболее приспособленных доисторических черепах; их «необычайно большие» глаза помогали видеть в подводном сумраке, а специальная структура челюсти не давала им случайно вдохнуть воду. Его передние конечности были похожи на ласты, но задние были не столь специализированны и предполагается, что они проводили значительное время на суше.

## Палеоэкология

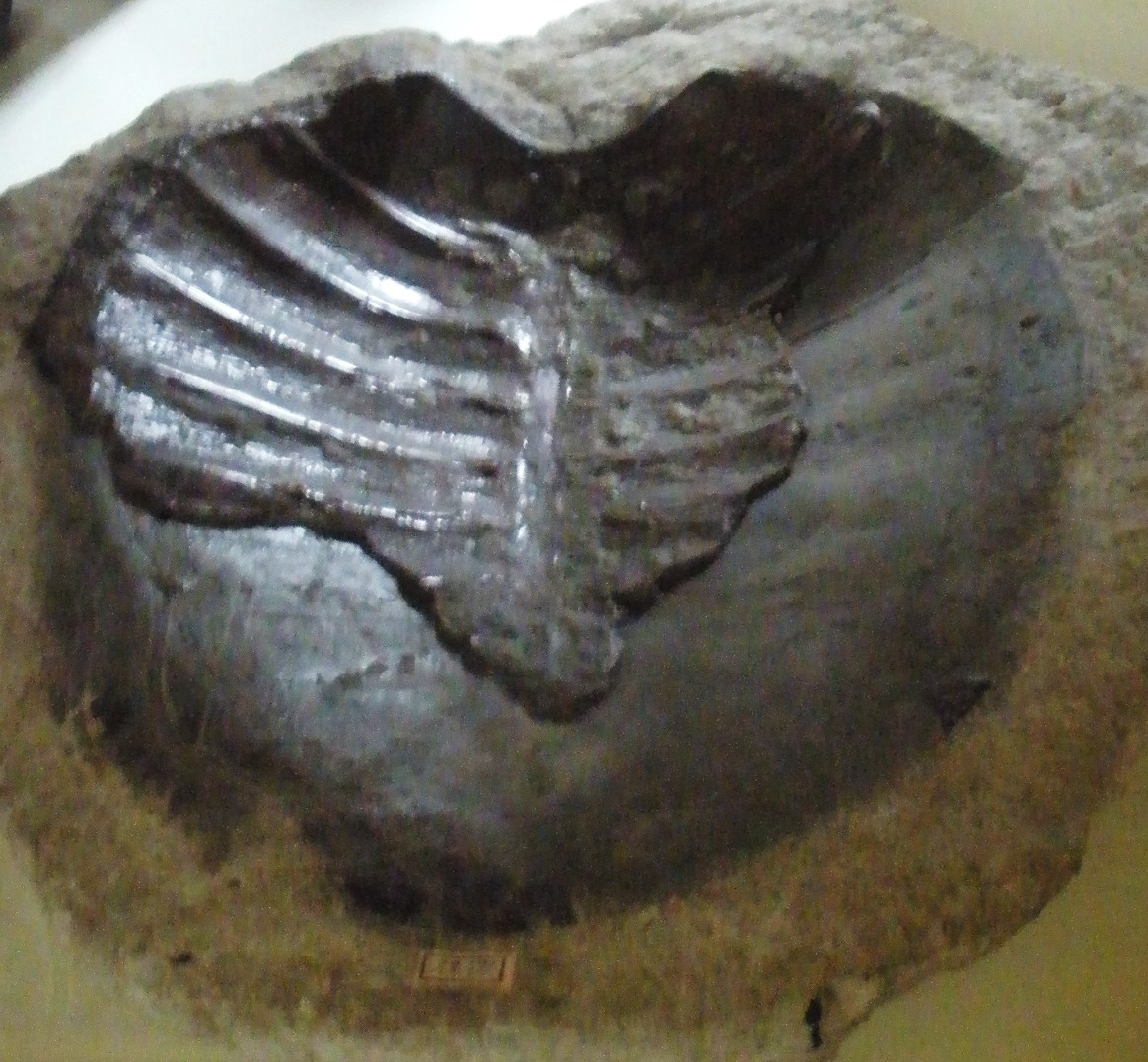
Окаменелость Puppigerus camperi

Puppigerus camperi известен из формации London Clay и Bracklesham Group в Англии, а также  Sables de Bruxelles и Sables de Wemmel в Бельгии. Puppigerus nessovi  известен из местонахождения Dzheroi 2 Узбекистана. Окаменелости Puppigerus также известны из формации Fur в Дании.